# Weil-Starrheit
In der Mathematik gibt der Weilsche Starrheitssatz eine berechenbare Bedingung für die lokale Starrheit (d. h. Nicht-Deformierbarkeit) von Darstellungen. Er ist von Bedeutung in verschiedenen Gebieten der Mathematik, meist im Zusammenhang mit Darstellungen diskreter Gruppen.

## Tangentialraum der Darstellungsvarietät
Darstellungen einer Gruppe {\displaystyle \Gamma } in eine Lie-Gruppe {\displaystyle G} kann man als Punkte der Darstellungsvarietät auffassen. Deformationen einer Darstellung sind dann also Kurven in der Darstellungsvarietät und entsprechen somit Tangentialvektoren der Darstellungsvarietät.
Der Zariski-Tangentialraum der Darstellungsvarietät entspricht den 1-Kozykeln mit Werten in der adjungierten Darstellung:
{\displaystyle T_{\rho }\operatorname {Hom} (\Gamma ,G)=Z^{1}(\Gamma ,Ad\circ \rho )}.
Dabei entspricht ein Tangentialvektor einer Kurve {\displaystyle \rho _{t}} (mit {\displaystyle \rho _{0}=\rho }) in {\displaystyle \operatorname {Hom} (\Gamma ,G)} und der zugehörige 1-Kozykel {\displaystyle z\in Z^{1}(\Gamma ,G)} ist gegeben durch 
{\displaystyle z(\gamma )=\left.{\frac {d}{dt}}\right\vert _{t=0}\rho _{t}(\gamma )\rho _{0}^{-1}(\gamma )}.
Die durch Konjugation {\displaystyle \rho _{t}(\gamma )=g_{t}\rho (\gamma )g_{t}^{-1}} (mit {\displaystyle g_{0}=e}) gegebenen Deformationen entsprechen genau den 1-Korändern.
Insbesondere ist {\displaystyle \rho \colon \Gamma \to G} lokal starr, wenn 
{\displaystyle H^{1}(\Gamma ,Ad\circ \rho )=0}
ist. Die Umkehrung gilt im Allgemeinen nicht, sie gilt aber für halbeinfache Darstellungen {\displaystyle \rho }.

## Weils Starrheitssatz
Sei {\displaystyle G} eine zusammenhängende halbeinfache Lie-Gruppe ohne kompakten Faktor und {\displaystyle \Gamma \subset G} ein irreduzibles kokompaktes Gitter. Wenn {\displaystyle G} nicht lokal isomorph zu SL(2,R) ist, dann ist 
{\displaystyle H^{1}(\Gamma ,Ad)=0}.
Insbesondere ist die Inklusion {\displaystyle \iota \colon \Gamma \to G} lokal starr.